# جونگ یو جین
جونگ یو جین (کره‌ای: 정유진؛ زادهٔ ۱۹ فوریه ۱۹۸۹) همچنین با نام یوجین جونگ نیز شناخته می‌شود، بازیگر و مدل اهل کره جنوبی است.

## فیلم شناسی

### فیلم سینمایی
| سال  | نام                  | کاراکتر     |
| ---- | -------------------- | ----------- |
| ۱۹۹۵ | ۳۰۰۲ ۳۰۰۱            | اوه رین یی  |
| ۱۹۹۷ | بیت                  | کیونگ جا    |
| ۲۰۱۶ | لایک برای دوست داشتن | نقش افتخاری |
| ۲۰۱۸ | تعطیلات تابستانی     | سو یون      |
| ۲۰۱۹ | روی موج عشق تنظیم کن | هیون جو     |
| ۲۰۲۱ | یک پایان سال رنگارنگ | کاترین      |

### مجموعه تلویزیونی
| سال       | نام                                 | کاراکتر       |
| --------- | ----------------------------------- | ------------- |
| ۲۰۱۵      | شایعه شنیده شده                     | جانگ هیون سو  |
| ۲۰۱۵      | چون اولین باره                      | ریو سه هیون   |
| ۲۰۱۶      | مدرسه موریم                         | چا یونگ       |
| ۲۰۱۶      | دابلیو                              | یون سو هی     |
| ۲۰۱۸      | ماجرایی زیر باران                   | کانگ سه یونگ  |
| ۲۰۱۸      | سی اما هفده                         | کانگ هی سو    |
| ۲۰۱۸      | دراما استیج: فرار کن و از زندان برو | جو یونگ       |
| ۲۰۱۹      | عشق یک کتاب پاداش است               | سونگ هائه رین |
| ۲۰۱۹      | شبح را بگیر                         | ها ما ری      |
| ۲۰۲۱-۲۰۲۲ | گل برفی                             | جانگ هان نا   |
| ۲۰۲۲      | تشویق آخر                           | سونگ هیو رین  |

### مجموعه اینترنتی
| سال  | نام                  | کاراکتر   |
| ---- | -------------------- | --------- |
| ۲۰۲۲ | ازدواج مجدد و آرزوها | جین یو هی |
| ۲۰۲۳ | سلبریتی              | چوی بوم   |